# Tipar flatbed
Tiparul de tip flatbed este una din posibilitațile oferite de tehnologiile actuale în domeniul tiparului digital de mari dimensiuni și al producției publicitare. Flatbed este o expresie engleză cu traducerea „pat plan”.
Este vorba de un procedeu de tipărire digital, direct pe plăci rigide din plexiglas, alucobond, PVC expandat și altele. Tehnologia constă în mașini de tipar (imprimante) prevăzute cu o masă pe care se fixează materialul cu ajutorul unor duze de vid. Apoi placa este trecută pe sub capetele de printare ale mașinii și astfel se realizează printul.

## Detalii tehnice
Tiparul pe materiale rigide în general trebuie executat cu mașini ce folosesc cerneluri UV (cerneală pe bază de polimeri ce se usucă sub acțiunea razelor ultraviolete). Tiparul realizat cu această tehnologie nu necesită laminarea printului pentru protecție; de aceea este ideal pentru afișarea exterioară, în special acolo unde se dorește o rezistență bună în timp.
Tiparul pe rigid este mult mai avantajos din punct de vedere financiar: înainte de apariția mașinilor de tipar flatbed, dacă se dorea un print pe un panou de material rigid, acesta nu se putea realiza decât prin tipărirea unei folii autocolante din PVC și aplicarea acesteia pe materialul rigid. La tiparul flatbed se economisesc deci atât costurile foliei autocolante, cât și cele ale manoperei necesare.
Materialele ce se pretează pentru tiparul pe rigid sunt plexiglasul, alucobondul, PVC-ul expandat; se poate tipări chiar si pe plăci de lemn finisate în prealabil, rezultatele fiind impresionante. Pentru materiale ce nu au la bază culoarea albă, așa cum sunt plexiglasul transparent, alucobondul și alte materiale, sunt necesare mașini ce pot tipări și cu culoarea alb.